# The Love We Make
The Love We Make (рус. Любовь, которую мы даём) — документальный фильм в стиле «синема верите» (фр. cinéma vérité, «правдивое кино») режиссёра Альберта Мэйслеса, выпущенный в 2011. Фильм рассказывает о том, как Пол Маккартни в Нью-Йорке после терактов 11 сентября 2001 года организует в октябре 2001 года концерт мировых звёзд в поддержку пострадавших от терактов под названием «The Concert for New York City» (рус. Концерт для Нью-Йорка).

## О фильме
Когда произошли атаки террористов, Маккартни летел из Великобритании в США на самолёте, который направлялся в нью-йоркский международный аэропорт имени Джона Кеннеди; Пол захотел сделать что-то для ободрения потрясённых и убитых горем людей, поэтому он и взялся организовать этот концерт. Кинокамера буквально следует за Маккартни, когда он планирует концерт, ведёт переговоры и репетиции с другими участниками концерта.
Названием фильма стала чуть изменённая часть текста из песни The Beatles «The End»: «…the love you take is equal to the love you make» (рус. Любовь, которую ты даёшь, равна любви, которую ты получаешь) — только «ты» было заменено на «мы».

### Выпуск фильма
Премьера фильма прошла 9 сентября 2011 на Международном кинофестивале в Торонто.
Премьера фильма на телевидении прошла 10 сентября 2011 на телеканале Showtime — в канун 10-й годовщины терактов.
Показ фильма в кинотеатрах начался 9 декабря 2011 в Токио.

### В фильме снимались
- Расти Андерсон
- Backstreet Boys
- Джон Бон Джови
- Дэвид Боуи
- Стив Бушеми
- Джим Керри
- Эрик Клэптон
- Билл Клинтон
- Шерил Кроу
- Билли Кристал
- Destiny's Child
- Леонардо Ди Каприо
- Мелисса Этеридж
- Джимми Фэллон
- Уилл Феррелл
- Харрисон Форд
- Майкл Джей Фокс
- Бадди Гай
- Сальма Хайек
- Мик Джаггер
- Jay-Z
- Билли Джоэл
- Элтон Джон
- Кид Рок
- Abraham Laboriel Jr.
- Пол Маккартни
- Стелла Маккартни
- Джордж Патаки
- Dan Rather
- Brian Ray
- Кит Ричардс
- Ричи Самбора
- Paul Shaffer
- Говард Стерн
- Джеймс Тейлор
- Барбара Уолтерс
- Харви Вайнштейн
- The Who
- Пол Уикенс